# Флаг Северного Бутова
Флаг внутригородского муниципального образования Се́верное Бу́тово в Юго-Западном административном округе города Москвы Российской Федерации.
Флаг утверждён 29 января 2004 года и является официальным символом муниципального образования Северное Бутово.

## Описание
«Флаг муниципального образования Северное Бутово представляет собой двустороннее, прямоугольное полотнище с соотношением сторон 2:3.
Полотнище флага состоит из нижней белой, с изображением кладки из бутовых камней полосы, ширина которой составляет 1/5 ширины полотнища, а также двух верхних частей примыкающей к древку голубой и зелёной, диагонально разделённых из верхнего угла противоположного древку.
В центре верхних частей, на линии разделения помещено изображение обращённого к древку жёлтого древнерусского шлема. Габаритные размеры изображения составляют 3/10 длины и 1/2 ширины полотнища».

## Обоснование символики
Белая полоса в виде бутовых камней символизирует название района (бут — камень неправильной формы, использовавшийся для строительства). Бутовые камни символизируют также продолжение традиций активного строительства, в том числе различных экспериментальных жилых комплексов, на территории района.
Жёлтый древнерусский шлем символизирует боевые заслуги русских воинов, отражённые в топонимике муниципального образования (улицы Ратная, Куликовская, бульвар Дмитрия Донского и др.).